# Solsystemet
|  | Den här sidan är nominerad till att antingen bli uppgraderad, nedgraderad eller förlora sin status som utvald kvalitet. Vad tycker du? Gör din åsikt hörd! Observera att du måste vara registrerad användare för att få delta i omröstningen. Du kan dock delta i diskussionen även som icke-registrerad användare. |

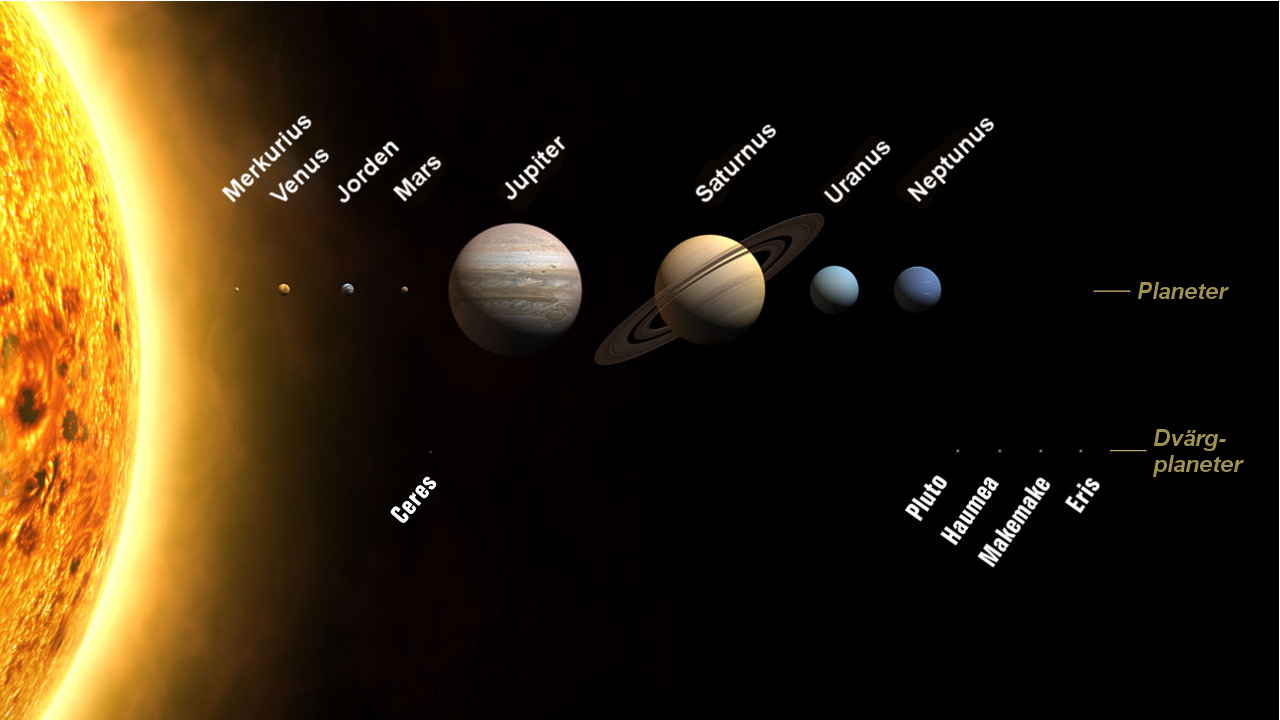
Planeter och dvärgplaneter i solsystemet. Planeternas storlek är i skala, men inte det relativa avståndet till solen.

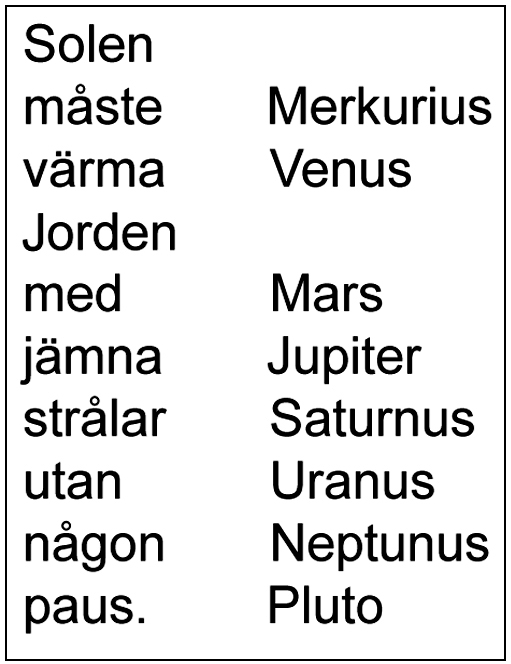
En ramsa från 1950-talet för att lära sig planeternas namn, och ordning från solen räknat.

Solsystemet är det vardagliga namnet på vårt planetsystem där bland annat solen, jorden och månen ingår. Det består av solen och de himlakroppar som den binder till sig genom sin gravitation och har sitt ursprung i en gravitationell kollaps av ett gigantiskt gas- och stoftmoln för 4,5 miljarder år sedan.
Runt solen kretsar en rad objekt i en nästan cirkulär skiva i ekliptikan. Med undantag från solen finns merparten av solsystemets massa i de åtta planeterna, vars omloppsbanor är nästan cirkulära. De fyra mindre inre planeterna är Merkurius, Venus, jorden och Mars, vilka kallas stenplaneterna och mest består av sten och metall. De fyra yttre planeterna är Jupiter, Saturnus, Uranus och Neptunus som kallas gasjättarna och som mestadels består av väte och helium och är mycket tyngre och större än stenplaneterna.
Det finns två områden med mindre kroppar: asteroidbältet, som ligger mellan Mars och Jupiter, består av mindre kroppar som har vissa likheter med stenplaneterna då de till största delen består av sten och metall; Kuiperbältet, som ligger bortom Neptunus omloppsbana, består huvudsakligen av fruset vatten, ammoniak och metan. Inom dessa bälten finns det speciella objekt: Ceres, Pluto, Haumea, Makemake och Eris som betecknas dvärgplaneter, då de är tillräckligt stora för ha blivit runda som en konsekvens av sin egen gravitation. På ett avstånd av 0,8–1,6 ljusår från solen antar man att det finns vad man kallar Oorts kometmoln som tros vara ursprunget till de långperiodiska kometerna.
I solsystemet finns det grupper av mindre kroppar såsom kometer, centaurer och damokloider, interplanetärt stoft som färdas mellan dessa områden, medan solvinden, ett flöde av plasma från solen, skapar en bubbla i det interplanetära mediet som kallas heliosfären. Detta sträcker sig ut till mitten av det område som kallas scattered disc, ett område i anslutning till Kuiperbältet.
Sex av planeterna och fyra av dvärgplaneterna har naturliga satelliter eller månar i omloppsbana. Var och en av de fyra yttre planeterna har en planetarisk ring av damm och andra partiklar.

## Upptäckt och utforskning
Under en stor del av mänsklighetens historia har, med ett fåtal undantag, solsystemets existens varit okänd. En förekommande uppfattning var att jorden låg stationär i universums mitt och var något helt annat än de förmodade gudomliga eller andliga objekten som rörde sig över himlen. Till exempel den indiska astronomen Aryabhata och den grekiska filosofen Aristarchos spekulerade dock i en heliocentrisk världsbild, det vill säga att solen var i centrum och att jorden rörde sig runt denna. Men det var 1500-talsastronomen Nicolaus Copernicus som först kunde utveckla en matematisk modell som förutsade de olika himlakropparnas rörelser i solsystemet. Under 1600-talet kunde astronomerna Galileo Galilei, Johannes Kepler och Isaac Newton fortsätta bygga på Copernicus modell, vilket efterhand ledde till en allmän acceptans av att jorden rör sig runt solen och att de andra planeterna styrs av samma fysiska lagar som styr jorden.
Förbättringar av de första primitiva teleskopen ledde till en accelererande takt av upptäckter av både större och mindre himlakroppar i solsystemet, däribland de båda planeterna Uranus och Neptunus samt otaliga asteroider. På senare tid har bättre utrustning givit allt mer detaljerade studier av solsystemets himlakroppar, såsom berg, dalar och kratrar samt väderfenomen som molnbildning och sandstormar.

## Struktur

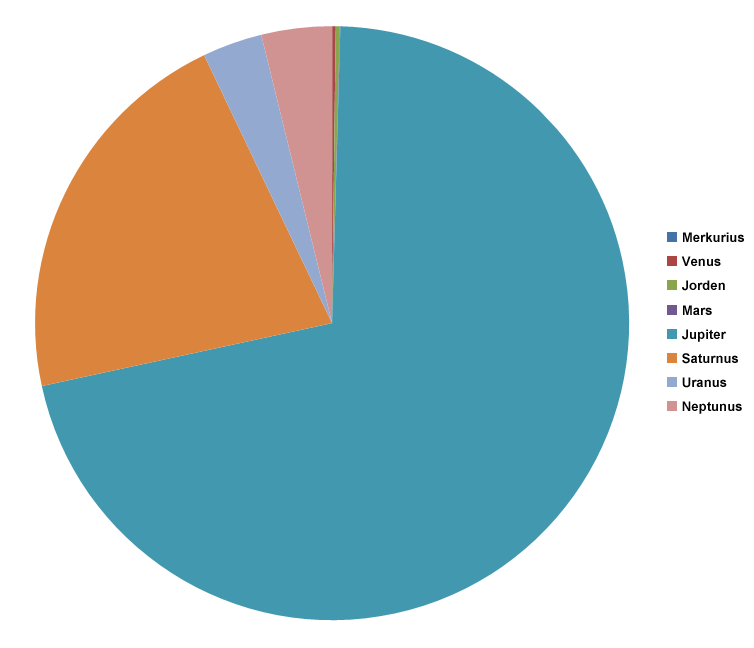
De relativa massorna av solsystemets planeter. Jupiter och Saturnus dominerar med sina 71% respektive 21% av den totala massan. Merkurius och Mars, vardera med mindre än 0,1% av massan, är inte synliga i den här skalan.

Skalenlig avbildning av solsystemets himlakroppars omloppsbanor (medurs med start ovan till vänster)

Den dominerande kroppen i solsystemet är solen, en huvudseriestjärna av spektralklass G2, som innehåller 99,86% av solsystemets totala kända massa och dominerar gravitationellt. Jupiter och Saturnus, de två största kropparna i en bana runt solen, står tillsammans för över 90% av solsystemets återstående massa.
De flesta större objektens banor runt solen ligger nära ekliptikan, det vill säga i samma plan som jordens omloppsbana. Planeterna ligger mycket nära ekliptikan, medan kometer och objekt i Kuiperbältet ofta har avsevärda vinklar mot ekliptikan.
Samtliga planeter och de flesta övriga objekten i solsystemet har en bana runt solen i samma riktning som solens rotation (moturs, sett från ovanför solens nordpol). Det finns undantag, till exempel Halleys komet.
Keplers lagar beskriver olika objekts omloppsbanor runt solen. Enligt dessa färdas varje objekt längs en ellips med solen i en brännpunkt. Objekt nära solen (med kortare halv storaxel) har kortare år än objekt längre bort. För en elliptisk omloppsbana varierar avståndet från solen över objektets år. Den närmaste punkten från solen kallas för perihelium medan punkten längst bort kallas aphelium. Varje objekt rör sig som snabbast vid sitt perihelium och som långsammast vid sitt aphelium. Planeternas omloppsbanor är nästan cirkulära, men många kometer, asteroider och Kuiperbältsobjekt följer mycket elliptiska banor.
För att kunna illustrera solsystemet i samma bild visas ofta planeternas banor med lika avstånd från varandra. I verkligheten ökar generellt sett avstånden ju längre ut i solsystemet man rör sig. Till exempel befinner sig Venus cirka 0,33 AU från Merkurius, medan Saturnus befinner sig 4,3 AU längre ut än Jupiter och Neptunus 10,5 AU från Uranus.
De flesta planeterna i solsystemet har egna system med månar, för jätteplaneterna kan det påminna om solsystem i miniatyr. Vissa av månarna är nästan lika stora eller till och med större än den minsta planeten Merkurius. De flesta befinner sig i en så kallad bunden rotation, där ena sidan av månen hela tiden är vänd mot planeten. Vår egen måne är ett exempel på detta. De fyra största planeterna har även planetariska ringar som i huvudsak består av små finkorniga partiklar som rör sig runt planeten.

### Terminologi
Informellt delas solsystemet ibland in i separata områden. Det inre solsystemet innefattar de fyra stenplaneterna och asteroidbältet och planeterna där kallas inre planeter. Det yttre solsystemet ligger bortom asteroidbältet, med de fyra gasjättarna och planeterna där kallas yttre planeter. Sedan upptäckten av Kuiperbältet räknas de yttersta delarna, bortom Neptunus, som ett eget område.
Planeterna delas även in i två grupper beroende på hur deras banor ligger i förhållande till jordens bana. De två innersta planeterna Merkurius och Venus, vars banor ligger innanför jordens bana, kallas för undre planeter, medan planeterna från Mars och utåt kallas övre planeter. Sett från jorden kan en undre planet aldrig stå i opposition mot solen, och en övre planet kan aldrig stå i undre konjunktion. Jorden är varken en undre eller en övre planet utan är den planet från vilken vi — i alla fall än så länge – observerar de andra planeterna. När den dagen eventuellt kommer då människor permanent bor på någon annan planet än jorden kommer det sett från den planeten att bli en annan uppdelning i undre och övre planeter.
Dynamiskt och fysiskt klassificeras objekt som kretsar runt solen i: planeter, dvärgplaneter, småplaneter och kometer. En planet är en himlakropp som kretsar kring solen och som har tillräcklig massa för ha blivit sfärisk samt har rensat sin egen omloppsbana från mindre objekt. Genom denna definition har solsystemet åtta kända planeter: Merkurius, Venus, jorden, Mars, Jupiter, Saturnus, Uranus och Neptunus. Pluto når inte upp till denna definition då den inte har rensat det omgivande Kuiperbältet från andra mindre himlakroppar. En dvärgplanet är en himlakropp i omloppsbana runt solen som är stor nog att ha blivit sfärisk genom sin egen gravitation men som inte har rensat sin omgivning från planetesimaler och inte är en satellit. Genom denna definition har solsystemet fem kända dvärgplaneter: Ceres, Pluto, Haumea, Makemake och Eris. Andra objekt som kan komma att klassificeras som dvärgplaneter är Sedna, Orcus, och Quaoar. Dvärgplaneter med omloppsbanor utanför Neptunus brukar kallas för "plutoider". Övriga objekt i omloppsbana kallas småplaneter eller kometer.

Solsystemets regioner (eller zoner): det inre solsystemet, asteroidbältet, jätteplaneterna och Kuiperbältet. Storlekar och banor är inte skalenliga.

Inom den planetära astronomin används termerna gas, is och sten för att beteckna de olika typer av material som man hittar i solsystemet. Sten används för att beskriva material med hög smältpunkt (högre än 500 K), såsom silikater. Sådana material är dominerande i det inre solsystemet bland stenplaneterna och asteroiderna. Med gas menar man material med låg smältpunkt, till exempel atomiskt väte, helium och ädelgaser. Dessa material dominerar mellanregionen där Jupiter och Saturnus mestadels består av sådant material. Med is menar man fruset vatten, metan, ammoniak och koldioxid som har smältpunkter på upp till några hundra kelvin. De flesta av gasjättarnas satelliter, planeterna Uranus och Neptunus samt det stora antalet mindre objekt som finns bortom Neptunus omloppsbana, består mestadels av sådant material. Med beteckningen flyktiga material menas sammantaget allt material med låg smältpunkt (mindre än några hundra Kelvin), inkluderande både gas och is, som i olika former kan hittas på ett flertal ställen i solsystemet.

## Solen
Solen är stjärnan i solsystemet och det är runt den som de övriga delarna i solsystemet kretsar. Dess stora massa på 332 830 jordmassor (1 047 jupitermassor) ger dess innandöme en densitet som är hög nog för att upprätthålla fusion. Fusionen avger enorma mängder energi som till slut lämnar solens yta som elektromagnetisk strålning, bland annat som synligt ljus.
Solen klassificeras som en måttligt stor gul dvärg. Trots det är den relativt stor och ljusstark, och större än 85 procent av övriga stjärnor i Vintergatan.
Genom klassificering i det så kallade Hertzsprung–Russell-diagrammet, en graf som prickar ut ljusstyrkan hos stjärnor gentemot deras yttemperatur, framgår det att solen ligger precis i mitten av den så kallade huvudserien. Stjärnor som är varmare och ljusstarkare är ovanliga medan kyligare och ljussvagare är vanliga.
På grund av att solen befinner sig i mitten av den så kallade huvudserien tros den befinna sig i sin krafts dagar för en stjärna då den ännu inte har gjort slut på sitt förråd av väte som används vid fusionen. Solen lyser numera starkare än tidigare i sin historia – ursprungligen lyste den med cirka 70 procent av dagens ljusstyrka.
Solen är en population I-stjärna och bildades under de senare delarna av universums tillväxt. Den innehåller därför fler beståndsdelar som är tyngre än väte och helium ("metaller" i astronomiskt språkbruk) än äldre population II stjärnor.
De beståndsdelar som är tyngre än väte och helium bildades i kärnorna i uråldriga exploderade stjärnor, så det var en förutsättning att första generationens stjärnor dog för att universum skulle berikas med dessa atomer. De äldsta stjärnorna innehåller endast små mängder metaller, medan nyare stjärnor har betydligt större mängder. En hög metallicitet tros ha varit avgörande för att solen har utvecklat ett planetsystem, eftersom planeter formas genom ackretion av metaller.

### Interplanetära mediet
Tillsammans med ljus strålar från solen även ut en kontinuerlig ström av laddade partiklar (plasma, mest elektroner och protoner) som kallas solvinden. Denna ström av partiklar sprids i en hastighet av cirka 1,5 miljoner kilometer per timme, och skapar en tunn stjärnatmosfär (heliosfären) vilken omfattar hela solsystemet i vilket solvinden flödar ostört ut till åtminstone 100 AU (se heliopausen). Detta är känt som det interplanetära mediet. Geomagnetiska stormar på solens yta, till exempel solfacklor och koronamassutkastningar, stör heliosfären och skapar rymdväder.
Den största strukturen inom heliosfären är det spiralformade interplanetära strömskiktet som bildas när solens roterande magnetfält interagerar med det interplanetära mediet.

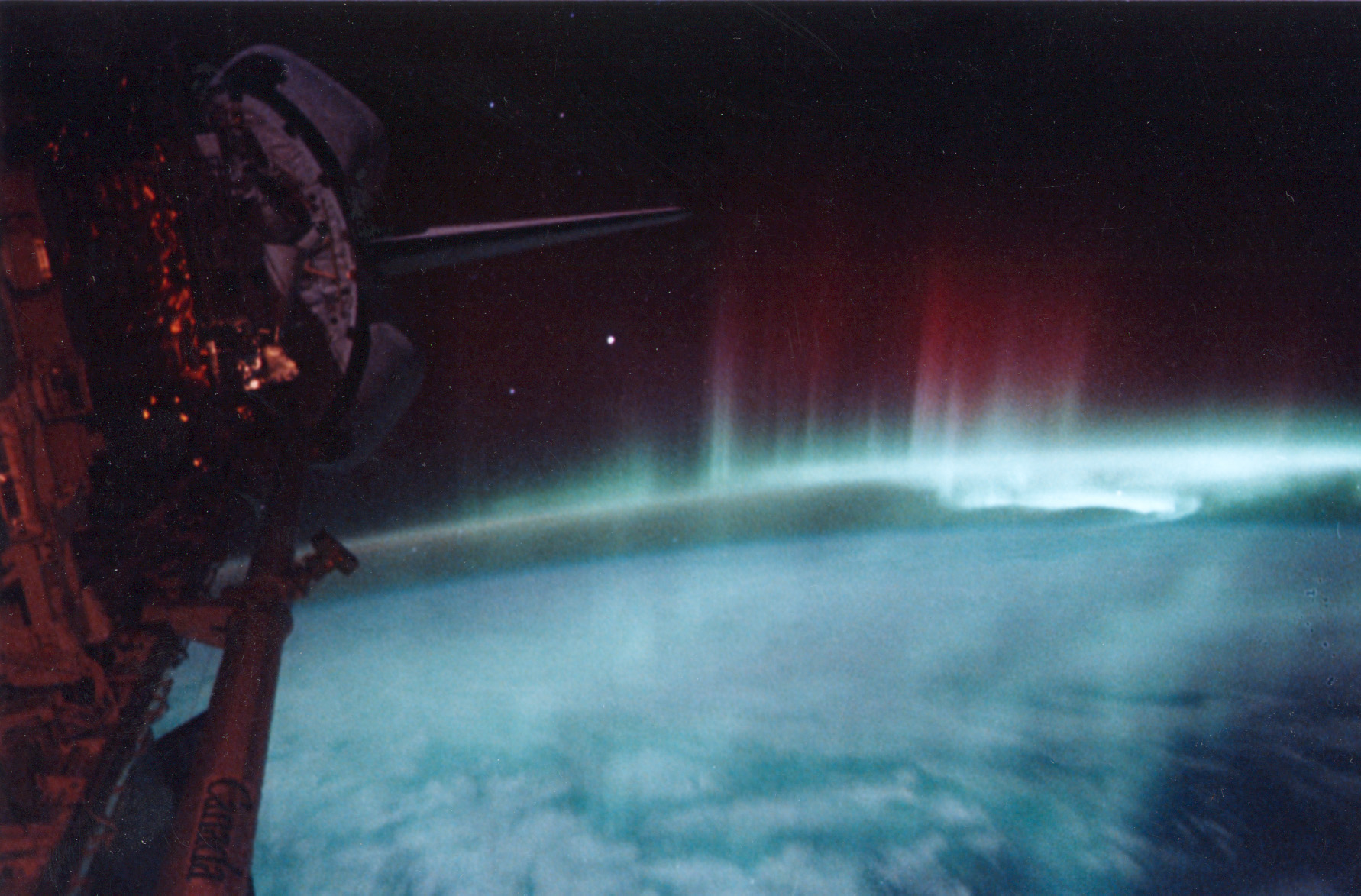
Norrsken sett från rymden.

Jordens magnetfält förhindrar dess atmosfär från att försvinna på grund av solvinden. Venus och Mars har inget magnetfält och solvinden får deras atmosfär att successivt försvinna ut i rymden. Då de laddade partiklarna, som skickats ut från solen (den så kallade solvinden), fångas in av jordens magnetfält accelererar de. Då partiklarna i solvinden kolliderar med partiklar i jordens atmosfär bildas polarsken. Eftersom sådan acceleration endast sker i vissa områden i magnetosfären uppträder polarskenet huvudsakligen i ringformade områden runt jordens två magnetiska poler.
Kosmisk strålning har sitt ursprung utanför solsystemet. Heliosfären skyddar delvis solsystemet. Planeternas magnetfält (om de har ett) ger också ett visst skydd. Mängden kosmisk strålning och styrkan på solens magnetfält varierar på mycket långa tidsskalor varför även mängden kosmisk strålning inom solsystemet varierar, men med hur mycket är okänt.
I det interplanetära mediet finns åtminstone två skivformade områden med kosmiskt stoft. Det första, det interplanetära stoftmolnet, ligger i den inre delen av solsystemet och orsakar zodiakalljus på stjärnhimlen på grund av att solens strålar reflekteras av stoftet. Stoftmolnet bildades troligtvis genom kollisioner i asteroidbältet sedan deras banor störts av de närliggande planeterna. Det andra området med stoft sträcker sig från omkring 10 AU ut till omkring 40 AU och bildades sannolikt av liknande kollisioner inom Kuiperbältet.

## Det inre solsystemet

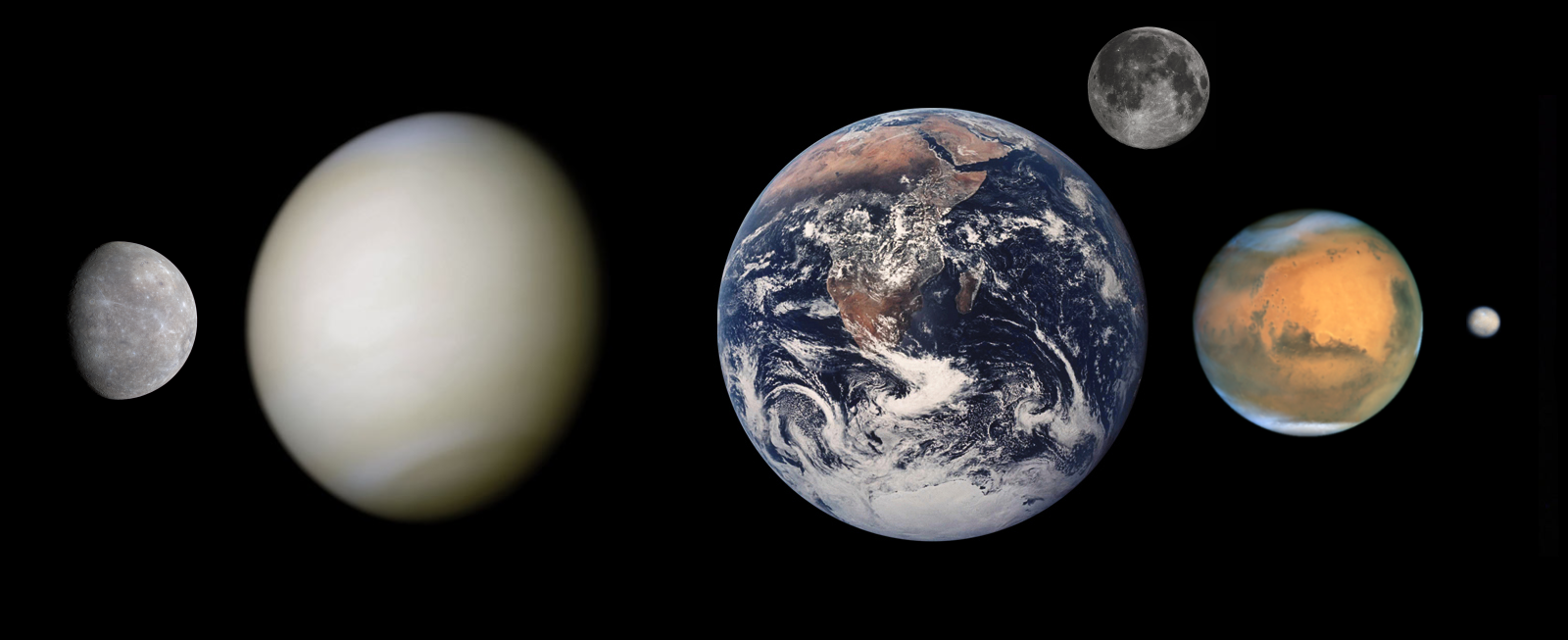
De inre planeterna, från vänster, Merkurius, Venus, jorden och månen, Mars. Planeterna är i skala till varandra.

Det inre solsystemet är den traditionella benämningen på den region som innehåller stenplaneterna och asteroiderna. Objekten i det inre solsystemet ligger mycket nära solen och består främst av silikater och metaller. Regionens radie är mindre än avståndet mellan Jupiter och Saturnus.

### De inre planeterna
De fyra inre planeterna, även kallade stenplaneterna, har hög densitet med en sammansättning som domineras av stenartade material, få eller inga månar, och inga ringsystem. De består till största delen av mineraler med en hög smältpunkt, till exempel silikater som dominerar i planeternas skorpor och mantlar, och metaller som järn och nickel, vilka främst ansamlas i deras kärnor. Tre av fyra inre planeter har en betydande atmosfär och samtliga har en rik och varierande geologi med flera framträdande företeelser som nedslagskratrar och vulkaner.

#### Merkurius
Merkurius (0,4 AU) är den planet som ligger närmast solen och är den minsta planeten (0,055 jordmassor). Merkurius har inga naturliga satelliter och dess enda kända geologiska strukturer förutom nedslagskratrar är kullar, klippor och dalar som troligen bildades under dess tidigaste historia. Merkurius nästan obetydliga atmosfär består av atomer som blåsts dit från solen av solvinden. Den relativt stora järnkärnan och tunna manteln har inte kunnat förklaras, men den främsta hypotesen är att de yttre lagren försvann från planeten vid en enorm kollision med ett annat planetariskt objekt.

#### Venus
Venus (0,7 AU) har nästan samma storlek som jorden (0,815 jordmassor). Venus är även på många andra sätt lik jorden då den har en tjock silikatmantel runt en järnkärna, en betydande atmosfär och sannolikt geologisk aktivitet. Men det finns även stora skillnader; Venus är mycket torrare än jorden och dess atmosfär är nästan 90 gånger tätare. Venus har inga naturliga satelliter och är den varmaste planeten i solsystemet med en yttemperatur på över 400 °C. Den höga temperaturen beror till största delen på mängden av växthusgaser, främst koldioxid, i atmosfären. Det finns inga definitiva bevis på att Venus i dag är geologiskt aktiv, men den saknar ett magnetfält som skulle förhindra att atmosfären försvinner ut i rymden. Detta kan betyda att atmosfären regelbundet fylls på av vulkanutbrott. Atmosfären är mycket tjock och består till största delen av koldioxid. Venus kallas även för aftonstjärna eller morgonstjärna eftersom planeten, beroende på fas, med blotta ögat kan ses från jorden antingen på kvällen eller morgonen. Mellan faserna kommer Venus för nära solen och kan då inte ses från jorden.

#### Jorden (Tellus)
Jorden (1 AU) är den största och mest kompakta av de inre planeterna. Jorden är den enda av planeterna som konstaterats ha geologisk aktivitet och är även den enda planeten som med säkerhet härbärgerar liv. Dess flytande hydrosfär är unik bland stenplaneterna och jorden är också den enda planeten hos vilken plattektonik har observerats. Jordens atmosfär skiljer sig markant från de andra planeternas, vilket förklaras av att närvaron av levande organismer har förändrat atmosfären till att innehålla fritt syre, i dag motsvarande 21 procent.

##### Månen
Månen är jordens enda naturliga satellit och den enda större månen hos stenplaneterna i solsystemet. Månen har en diameter som är ungefär en fjärdedel av jordens. Månen är den enda himlakroppen som människor har färdats till och landat på, vilket skedde under det amerikanska Apolloprogrammet.

#### Mars
Mars (1,5 AU) är mindre än jorden och Venus (0,107 jordmassor). Den har en tunn atmosfär till största delen bestående av koldioxid. Dess yta, som är täckt av vulkaner (till exempel Olympus Mons) och förkastningssänkor (som exempelvis Valles Marineris), tyder på geologisk aktivitet som kan ha pågått fram till alldeles nyligen. En stor del av ytan täcks av ett djupt lager finfördelat stoft som bland annat innehåller mycket järn(III)oxid vilket ger Mars dess rödaktiga färg. Mars har två små naturliga satelliter (Deimos och Phobos) vilka tros vara asteroider som fångats upp av gravitationen.

### Asteroidbältet

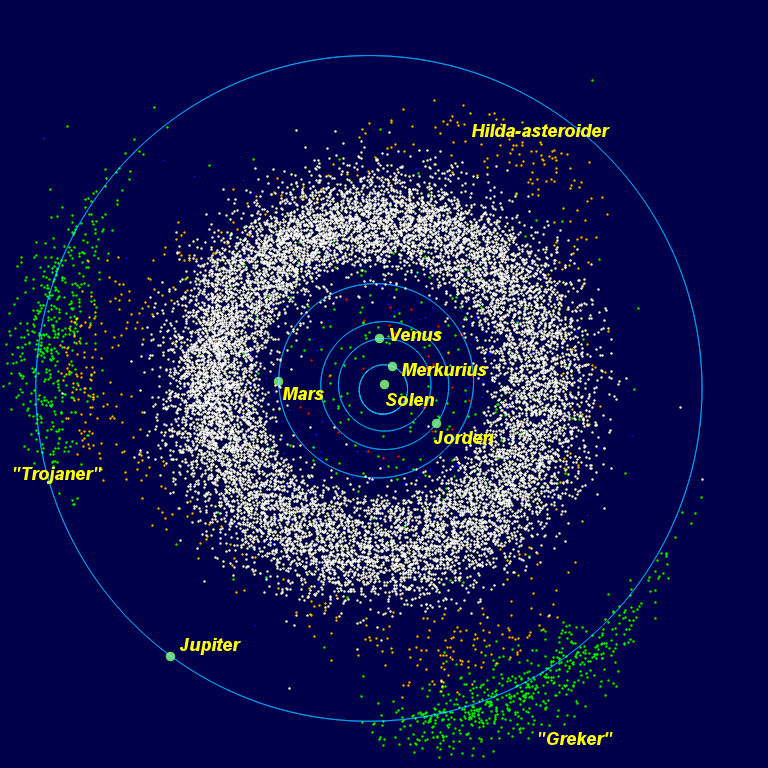
Bild över asteroidbältet och de trojanska asteroiderna

Asteroider är mestadels mindre kroppar som består av icke-flyktiga material såsom sten och metall.
Medlemmarna av asteroidbältet ligger i omloppsbanor mellan Mars och Jupiter, från 2,3 till 3,3 AU från solen. Dessa tros vara rester från den tid när solsystemet bildades. Påverkan från Jupiters gravitation har gjort att materialet i bältet aldrig har kunnat samlas för att växa till en vanlig planet.
Asteroider kan vara från hundratals kilometer i diameter till att ha mikroskopisk storlek. Alla asteroider är klassificerade som småplaneter, men bara Ceres har samtidigt status som dvärgplanet. Vesta och Hygieia kan dock bli klassificerade som dvärgplaneter om man kan visa att de har uppnått hydrostatisk jämvikt, det vill säga att deras form (nästan sfärisk) är ett resultat av småplanetens egen gravitation.
Asteroidbältet innehåller troligen miljontals objekt med en storlek på över en kilometer i diameter. Trots det så är den totala massan sannolikt bara en bråkdel av jordens. Bältet är trots det stora antalet objekt ganska glest. Rymdsonder passerar genom det rutinmässigt utan att några incidenter har skett. Kroppar med en storlek på mellan 10−4 till 10 meter brukar betecknas som meteoroider.

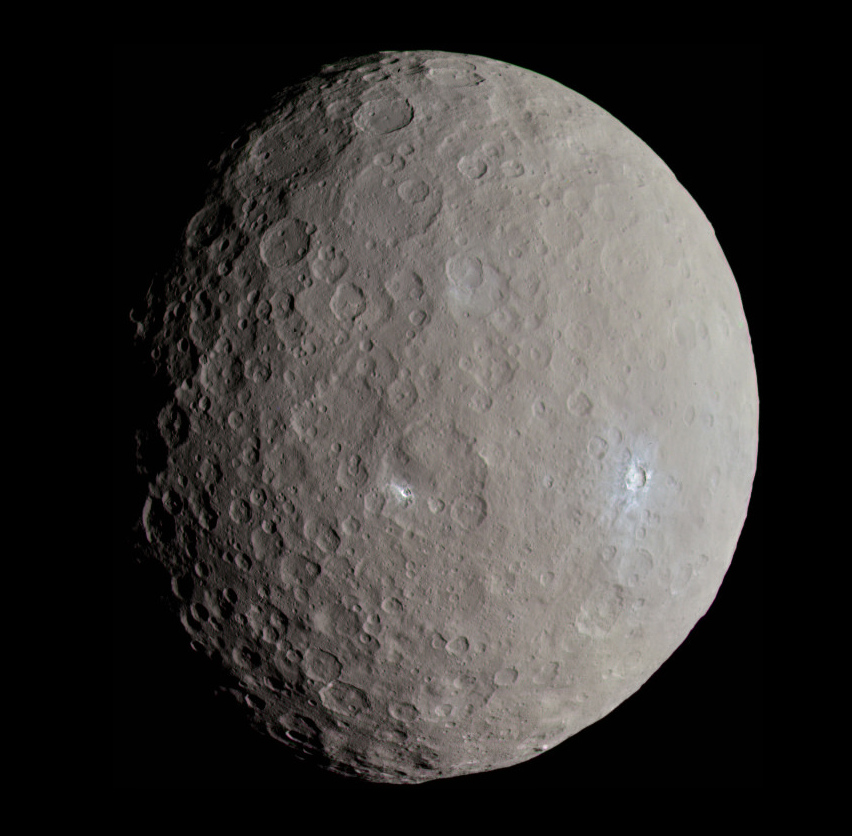
Ceres

#### Ceres
Ceres (2,77 AU) är den största kroppen i asteroidbältet. Den har en diameter på strax under 1 000 km, vilket anses vara tillräckligt stort för att dess egen gravitation ska kunna ge den en sfärisk form vilket gör den till en dvärgplanet. När Ceres upptäcktes på 1800-talet betraktades den först som en vanlig planet. Den omklassificerades dock till asteroid på 1850-talet sedan ett antal ytterligare asteroider hade upptäckts. 2006 blev den klassificerad som dvärgplanet.

#### Grupper och familjer av asteroider
Asteroider brukar delas in efter sina banelement eller efter sitt ursprung. De jordnära asteroiderna brukar man dela in i fyra grupper: Atira-asteroiderna som har hela sin omloppsbana innanför jordens. Aten-asteroiderna och Apollo-asteroider som korsar jordens omloppsbana. De förstnämnda har sitt medelavstånd innanför jordens omloppsbana medan de senare har sitt medelavstånd utanför. Amor-asteroiderna har hela sin omloppsbana utanför jordens, men deras perihelium finns strax utanför. Objekt vars omloppsbana tar dem närmare jorden än 0,05 AU brukar betecknas potentiellt farliga objekt (PHA).
I asteroidbältet brukar man ofta dela in asteroiderna i asteroidfamiljer. Medlemmarna i dessa familjer antas ha ett gemensamt ursprung i en kollision längre tillbaka i asteroidbältets historia, varför man ofta finner att de har vissa likheter i sin kemiska/geologiska sammansättning. Även i asteroidbältet delar man dock upp vissa grupper av kroppar efter deras banelement. Ett typexempel på en sådan grupp är Hilda-asteroiderna som befinner sig i en 2:3 banresonans med Jupiter. Det betyder att de gör tre varv runt solen på samma tid som Jupiter gör två. Det finns flera sådana grupper. Medan Hilda-gruppen har stabila omloppsbanor som en konsekvens av banresonansen så störs till exempel Griqua-asteroiderna så att de riskerar att kastas ur sina omloppsbanor. I asteroidbältet finns även de nyupptäckta asteroidbältskometerna som har befunnit sig på ungefär samma plats i runt 4 miljarder år men som ändå visar upp en för kometer typisk koma och svans. Det finns misstankar om att dessa kometer är ursprunget till det vatten som i dag finns på jorden.
De trojanska asteroiderna befinner sig i planeternas lagrangepunkter, 60° före och efter planeterna i samma omloppsbana. De första trojanerna hittade man i Jupiters omloppsbana men man har även hittat fyra trojanska asteroider i två av Mars lagrangepunkter och sex stycken i en av Neptunus. Man beräknar att Neptunus kanske har tusentals trojanska asteroider som ännu inte är upptäckta. Teoretiskt kan det finnas trojanska asteroider till alla planeter, men man beräknar att en trojansk asteroid till Uranus och Saturnus inte skulle kunna upprätthålla en stabil omloppsbana över längre tidsperioder.

## Det yttre solsystemet
Den yttre regionen i solsystemet är hemvist för gasjättarna och deras satelliter som ibland är lika stora som de mindre planeterna. Många kortperiodiska kometer och centaurerna har sina omloppsbanor här. De fasta objekten här består ofta av en större andel flyktigt material (såsom vatten, ammoniak, metan) än vad de steniga medlemmarna i det inre av solsystemet gör.

### De yttre planeterna

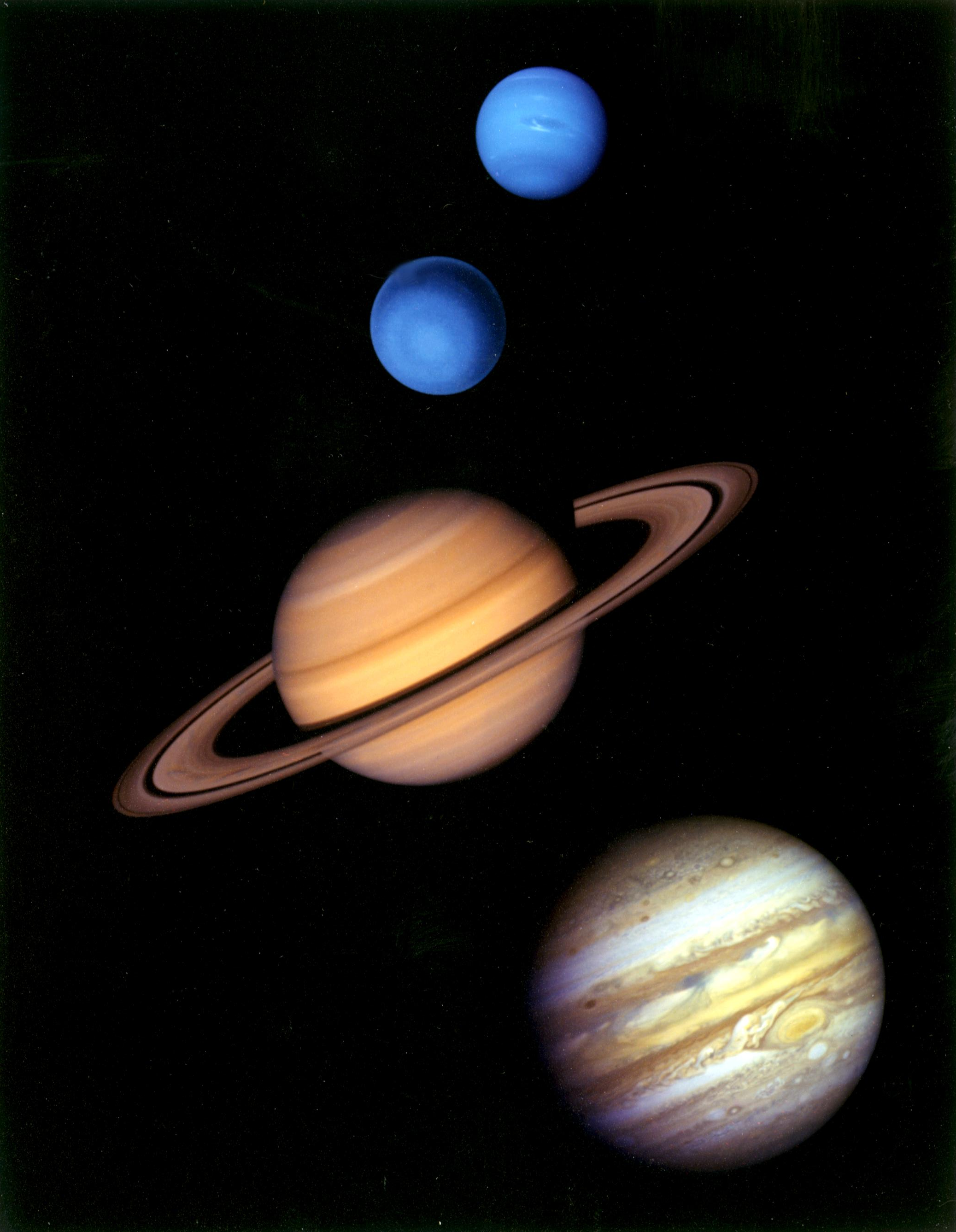
Uppifrån: Neptunus, Uranus, Saturnus och Jupiter (ej i skala)

De fyra yttre planeterna, eller jätteplaneterna, utgör 99 procent av all den massa som finns i omloppsbana runt solen. Jupiter och Saturnus består till största delen av väte och helium medan Uranus och Neptunus har större andel is. Det har föreslagits att de två sistnämnda tillhör en egen kategori, "isjättar", men detta är en ännu inte allmänt accepterad definition. Alla fyra har ringar, men det är bara Saturnus ringar som är lätta att observera från jorden.

#### Jupiter
Jupiter (5,2 AU) har, med sina 318 jordmassor, 2,5 gånger så mycket massa som alla de andra planeterna sammantaget. Jupiter består huvudsakligen av väte och helium. Jupiters höga inre värme skapar ett antal halv-permanenta inslag i dess turbulenta atmosfär som till exempel den Stora röda fläcken. Jupiter har sjuttionio kända månar. De fyra största, Ganymedes, Callisto, Io, och Europa, visar en stor likhet med stenplaneterna, till exempel vulkanism och en varm kärna. Ganymedes, den största av solsystemets månar, är större än Merkurius. Jupiter har mörka ringar som är väldigt tunna.

#### Saturnus
Saturnus (9,5 AU) karakteriseras av sitt utbredda ringsystem men har ett flertal likheter med Jupiter såsom dess sammansättning i atmosfären och dess magnetosfär. Även om Saturnus har 60 procent av Jupiters volym så är dess 95 jordmassor mindre än en tredjedel av Jupiters massa, vilket gör Saturnus till den planet i solsystemet med lägst densitet. Saturnus har sextiotvå kända månar. Två av månarna: Titan och Enceladus visar tecken på geologisk aktivitet, även om de till största delen består av is. Titan är större än Merkurius och är den enda månen i solsystemet med en betydande atmosfär.

#### Uranus
Uranus (19,6 AU) är med sina 14 jordmassor den lättaste av de yttre planeterna. Olikt de andra gasjättarna så kretsar den runt solen liggande på sidan då dess axellutning är över 90 grader mot ekliptikan. Den har en mycket kallare kärna än övriga gasjättar och ger ifrån sig mycket lite värmestrålning. Uranus har 27 kända månar varav Titania, Oberon, Umbriel, Ariel och Miranda är de största.

#### Neptunus
Neptunus (30 AU) är något mindre än Uranus men som – trots det – väger mer med sina 17 jordmassor och har därför markant högre densitet. Den ger också ifrån sig mer strålning från sitt inre, dock inte lika mycket som Saturnus och Jupiter. Neptunus har tretton kända månar. Den största, Triton, är geologiskt aktiv med gejsrar med flytande kväve. Triton är den enda större månen med en retrograd rörelse. Neptunus åtföljs av ett antal småplaneter i samma omloppsbana, så kallade trojanska asteroider, i 1:1-banresonans med planeten.

### Kometer

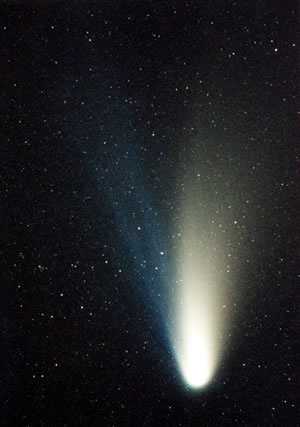
Kometen Hale–Bopp

Kometer är mindre kroppar i solsystemet, vanligtvis bara några kilometer i diameter. De består till stor del av flyktig is. De har ofta kraftigt excentriska omloppsbanor med ett perihelium bland de inre planeterna och ett aphelium utanför Pluto. När kometen når det inre av solsystemet så gör närheten till solen att den isiga ytan sublimeras och joniseras vilket ger upphov till en koma och en lång svans som ofta är synlig för blotta ögat.
Kortperiodiska kometer som har omloppstider på mindre än 200 år tros ha sitt ursprung i Kuiperbältet. Långperiodiska kometer som har omloppstider på tusentals år, till exempel Hale–Bopp, tros ha sitt ursprung i Oorts kometmoln. Många grupper av kometer såsom Kreutz-gruppen har bildats genom att ett större objekt har brutits sönder. Vissa kometer med hyperbolisk, icke-periodisk, omloppsbana kan ha sitt ursprung utanför solsystemet, men det är svårt att bestämma deras exakta omloppsbana. Äldre kometer som har förlorat det mesta av sitt flyktiga material, på grund av att solen värmt upp dem, blir ofta kategoriserade som asteroider.

#### Centaurer
Centaurerna är isiga, kometliknande kroppar med en medelavstånd som är större än Jupiters (5,5  AU) och mindre än Neptunus (30 AU). Den största kända centauren, 10199 Chariklo, har en diameter på omkring 250 km. Den första centauren som upptäcktes, 2060 Chiron, har även klassificerats som en komet (95P/Chiron) eftersom den visar upp en koma på samma sätt som kometer gör då de närmar sig solen. Deras omloppsbanor tar dem ofta nära de stora planeterna vilket på längre sikt gör att deras omloppsbanor blir instabila och de faller in närmare solen eller kastas ut ur solsystemet.

#### Damokloider
Damokloider är en kategori av asteroider som har omloppsbanor som liknar de som Halleys komet eller andra långperiodiska kometer har. Deras omloppsbanor lutar kraftigt eller är retrograda och är kraftigt excentriska. De betraktas därför oftast som gamla kometer där allt flyktigt material som ger en koma och svans har dunstat bort. Damokloider är några av de mörkast objekten i solsystemet. 5335 Damocles var den först upptäckta damokloiden.

## Bortom Neptunus
Området bortom Neptunus, det så kallade "transneptunska området", är fortfarande i praktiken outforskat. Det verkar mestadels bestå av småplaneter som är sammansatta av sten och is. Det största kända objektet har en diameter som är en femtedel av jordens och en massa som är mindre än månens. Området kallas ibland för det "yttre solsystemet", medan andra med samma benämning menar området utanför asteroidbältet.

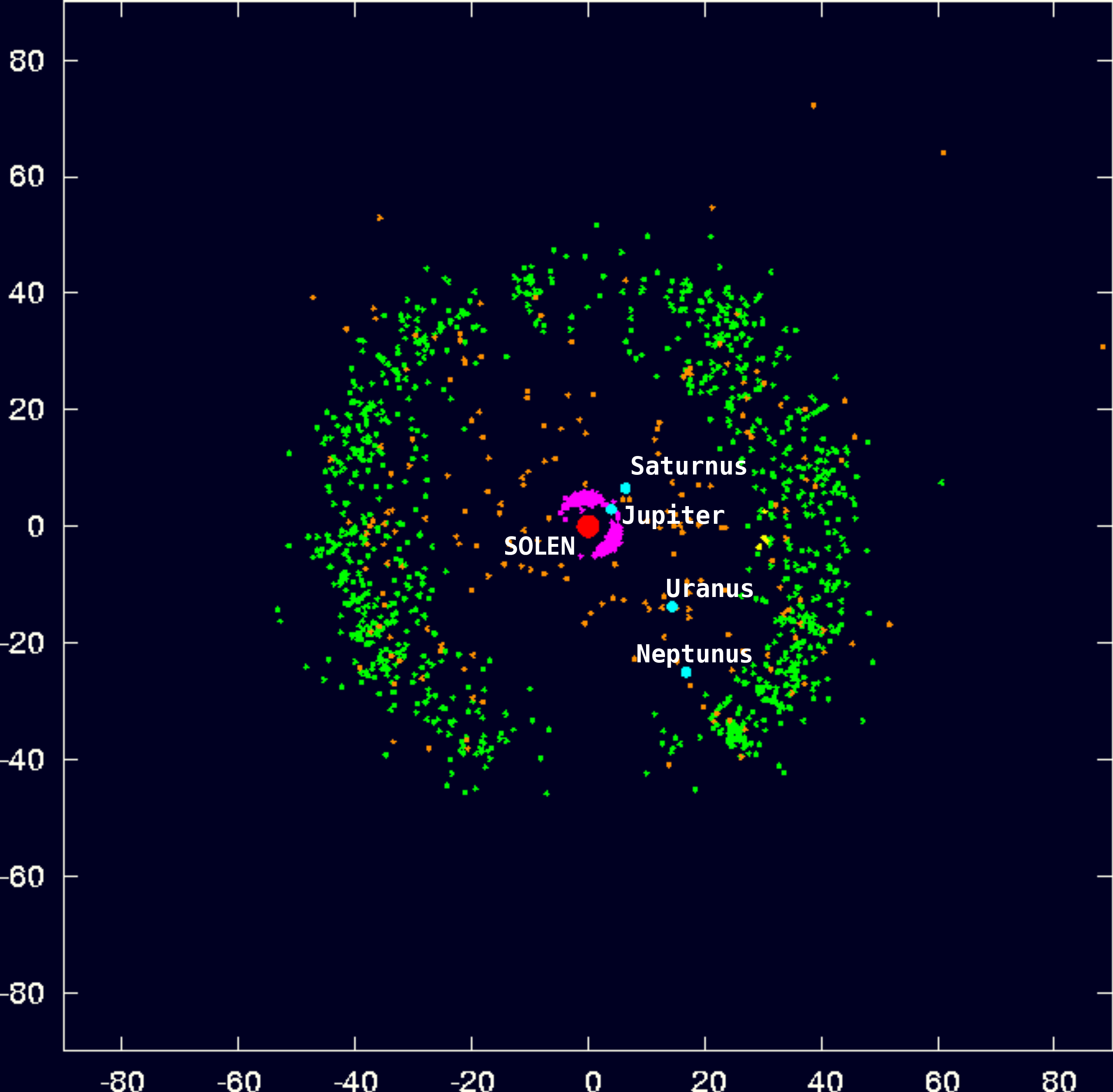
En plot över de kända kuiperbältsobjekten och de yttre planeterna

### Kuiperbältet
Kupierbältet, områdets första del, består av en ring av fragment liknande asteroidbältet. En skillnad är dock att objekten här till stor del består av is. Det sträcker sig från 30 till 50 AU från solen. De flesta objekten är små, men flera såsom Quaoar, Varuna, och Orcus är stora nog att kunna klassificeras som dvärgplaneter. Det tros finnas över 100 000 objekt som är större än 50 km, men de har sammantaget inte en massa som överstiger en tiondel av jordens. Många objekt har en eller flera månar.
Ofta delas objekten i Kuiperbältet in i två delar: Cubewanos och Banresonanta objekt.

#### Banresonanta objekt
I Kuiperbältet kännetecknas de banresonanta objekten av sin gravitationella koppling till Neptunus. Ett objekt i 3:2-banresonans gör två varv runt solen samtidigt som Neptunus gör tre. Flera av dessa objekt korsar Neptunus omloppsbana, men störs aldrig av den stora planeten eftersom de alltid befinner i perihelium när Neptunus är långt borta. Ett typiskt exempel är Pluto.

#### Cubewanos
Cubewanos har fått sitt namn efter det första upptäckta objektet 15760 Albion (1992 QB1). (que-bee-one på engelska) Denna grupp brukar ibland även kallas de klassiska kuiperbältsobjekten. De befinner sig mellan 39,5-48 AU från solen och är inte i någon banresonans med Neptunus. Oftast har deras omloppsbanor låg excentricitet och banlutning. Det finns dock objekt med kraftigare banlutning. Ett typiskt objekt är dvärgplaneten Makemake.

#### Pluto och Charon
Pluto (39 AU medel), är en dvärgplanet i Kuiperbältet. När den upptäcktes 1930 betraktades den som den nionde planeten, vilket man fortsatte göra ända fram till 2006 när man beslutade om en ny definition av planetbegreppet, bland annat beroende på upptäckten av Eris, en dvärgplanet i Kuiperbältet som verkade vara större än Pluto, vilket ledde till en vetenskaplig debatt som reviderade definitionen av en planet. Plutos omloppsbana är något excentrisk och lutar 17° mot ekliptikan. Vid perihelium befinner sig Pluto innanför Neptunus omloppsbana.

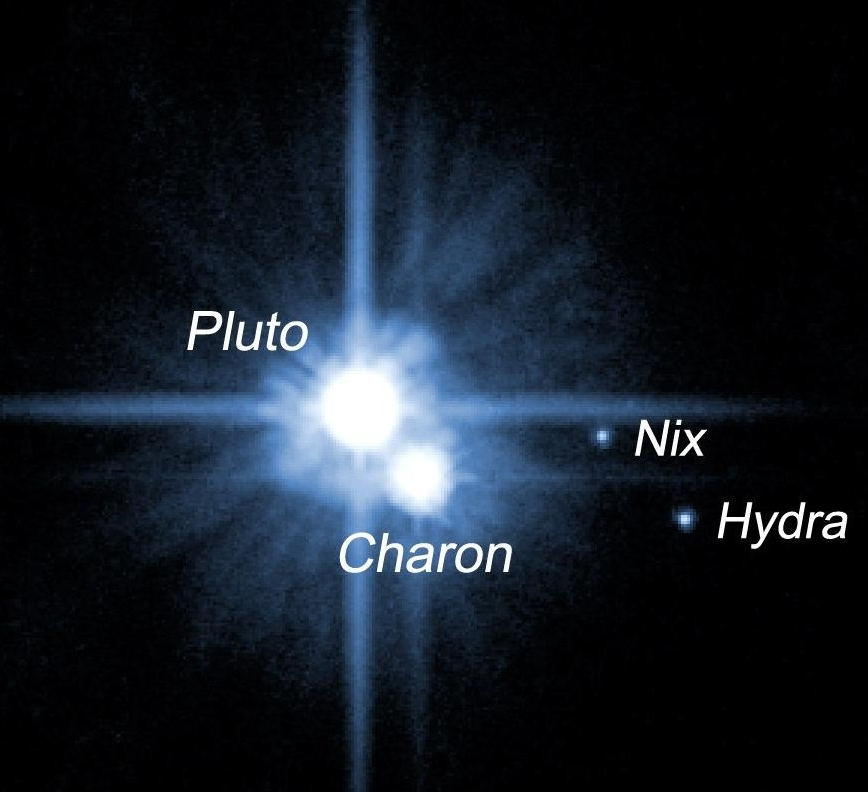
Pluto och dess tre största månar

Pluto har fem kända månar: Charon, Nix, Hydra, Kerberos och Styx. Charon är så stor relativt Pluto att systemets masscentrum befinner sig vid en position mellan kropparna. Detta gör att de kan betraktas som ett binärt system. De sex olika kropparna roterar egentligen runt sitt gemensamma masscentrum mellan objekten i stället för runt Pluto. Pluto och dess månar befinner sig i 3:2 banresonans med Neptunus och har gett namn åt gruppen plutinos som alla befinner sig i samma typ av omloppsbana.

#### Haumea
Haumea (43,34 AU medel) är i en 12:7-banresonans med Neptunus. Den har två kända månar och har en mer utsträckt ellipsoid form i jämförelse med andra dvärgplaneter. Den upptäcktes 2004 och fick sitt namn i samband med att den klassificerades som dvärgplanet 2008.

#### Makemake
Makemake (45,79 AU medel) är det största kända objektet i det klassiska kuiperbältet. Den är den näst ljusaste objektet i Kuiperbältet efter Pluto. Den fick sitt namn och sin status som dvärgplanet bekräftad 2008.

### Scattered disc

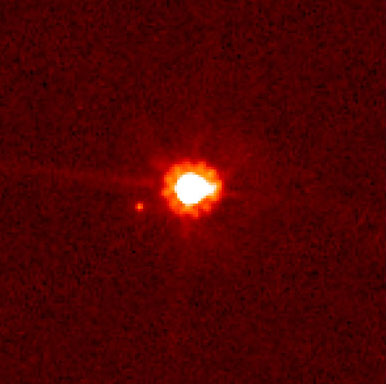
Eris och dess måne Dysnomia

Scattered disc (Spridd skiva) överlappar Kuiperbältet men sträcker sig mycket längre utåt. Detta område tros vara ursprunget till de kortperiodiska kometerna. Objekten man finner här, benämnda Scattered disc objects (SDO), tros ha placerats i sina udda omloppsbanor i samband med att Uranus och Neptunus började vandra utåt i solsystemet vid den tid då solsystemet formades. Deras perihelium finns i det inre av Kuiperbältet och deras aphelium finns ibland så långt ut som 150 AU från solen. Excentriciteten hos objekten är ofta hög och banlutningen ibland vinkelrät mot ekliptikan. Vissa astronomer betraktar centaurer och objekt i scattered disc som en del av samma grupp på varsin sida om Neptunus.

#### Eris
Eris (68 AU medel) är den största kända SDO:n. Den orsakade debatt om vad som kännetecknar en planet när det visade sig att den åtminstone är 5 procent större än Pluto, med en uppskattad diameter på 2 400 km. Den är den största av de kända dvärgplaneterna. Likt Pluto är dess omloppsbana kraftigt excentrisk med ett perihelium på 38,2 AU och ett aphelium på 97,6 AU och har kraftig banlutning. Den har en måne, Dysnomia.

### Extended Scattered disc
Utanför scattered disc finns det ytterligare en grupp av objekt, Extended scattered disc (E-SDO), som har ett perihelium från 40 AU och utåt. Dessa antas inte ha kunnat få sina omloppsbanor som en konsekvens av Neptunus utåtvandring vid solsystemets bildande. I stället finns det teorier om att dessa har placerats här i samband med att någon stjärna har passerat genom solsystemets utkanter.

#### Sedna
Sedna (525.86 AU medel) är ett stort rödaktigt Plutolikt objekt med en enorm utsträckt omloppsbana som sträcker sig från 76 AU till 930 AU från solen. Omloppstiden är 11 200 år. Sedna är ett av de främsta exemplen på en ny typ av objekt som befinner sig i mycket annorlunda omloppsbanor. Michael E. Brown som upptäckte planeten 2003 menar att den är ett bevis för att det finns ett inre Oorts kometmoln på samma sätt som man länge antagit att det finns ett yttre 100 000 AU bort. David C. Jewitt menar dock att planeten är för stor för att ha kunnat skapas så långt ut. I stället tror han att Sedna skapats längre in i solsystemet och mycket tidigt slungats ut i en avlägsen omloppsbana. Den låga banlutningen (12°) stärker detta antagande. Någon förklaring till den rödaktiga färgen, som är i klass med Mars, har man inte i dag. Sedna är tillräckligt stor för att kunna klassificeras som dvärgplanet, men man vet för lite om dess form. I området finns också sednoiden 2012 VP113.

## De yttersta delarna

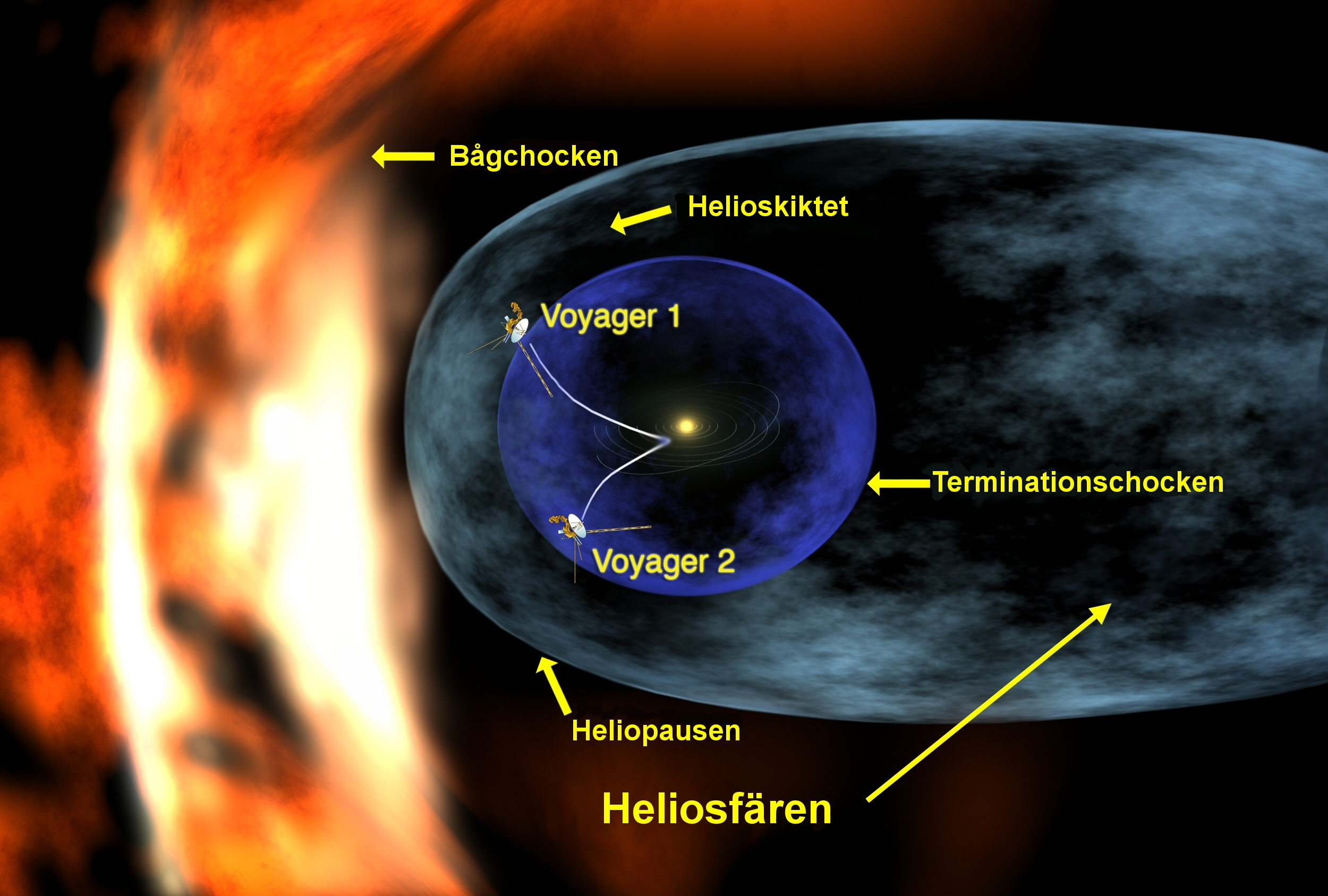
Voyager 1 och 2 på väg genom helioskiktet.

Var solsystemet slutar och den interstellära rymden börjar är vagt definierat, detta eftersom de yttre gränserna bildas av två olika företeelser, nämligen solvinden och solens gravitation. Den yttre gränsen för solvindens påverkan på omgivningen ligger ungefär fyra gånger längre ut än Plutos avstånd till solen. Denna heliopaus anses vara gränsen där det interstellära mediet börjar. Samtidigt anses solens Hillsfär, det område där solens gravitation dominerar över andra massor, fortsätta närmare 1 000 gånger längre ut.

### Heliopausen
Heliosfären är uppdelad i två separata regioner. Solvinden färdas med cirka 400 km/s fram till att den kolliderar med plasmaflöden i det interstellära mediet. Kollisionerna sker vid terminationschocken vilken är belägen ungefär 80-100 AU från solen motvinds och cirka 200 AU medvinds. Här saktas solvinden ner dramatiskt, kondenseras och blir mer turbulent. Den bildar en stor oval form kallad helioskiktet som ser ut och uppför sig ungefär som en kometsvans och sträcker sig ut ungefär 40 AU motvinds men flera gånger detta i den motsatta riktningen. De båda rymdsonderna Voyager 1 och Voyager 2 har nu passerat terminationschocken och är på väg in i helioskiktet, ungefär 94 respektive 84 AU från solen. Den yttre gränsen av heliosfären, heliopausen, är den punkt där solvinden till sist helt avtar och där den interstellära rymden börjar.
Bortom heliopausen, ungefär 230 AU från solen, finns bogchocken, vilket är ett sorts "plasmakölvatten" som lämnas av solen när den rör sig genom Vintergatan, inte helt olikt en båt som rör sig genom vattnet. Inga rymdfarkoster har ännu passerat bortom heliopausen så det finns inga direkta mätningar därifrån. NASA:s Voyagersonder förväntas passera heliopausen någon gång det kommande årtiondet och sända tillbaka värdefulla data om strålningsnivåer och solvinden till jorden. Hur väl heliosfären skyddar solsystemet från kosmisk strålning är så här långt en obesvarad fråga.

### Oorts kometmoln

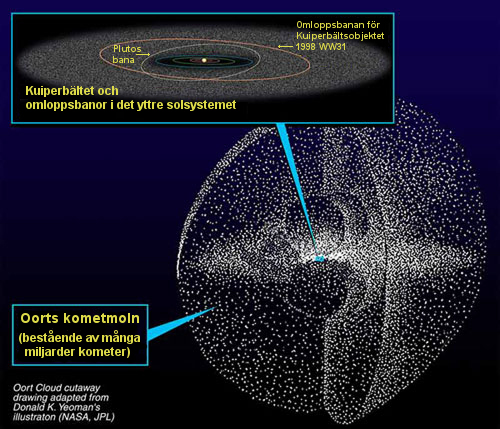
Illustration över Kuiperbältet och det hypotetiska Oorts kometmoln.

Oorts kometmoln är en stor hypotetisk massa längst ut i solsystemet som tros kunna bestå av upp till en biljon (1012) isiga objekt och anses vara källan till alla långperiodiska kometer. Det ska vara beläget ungefär 50 000 AU från solen (ungefär 1 ljusår), möjligen så långt ut som 100 000 AU (1,9 ljusår). Oorts kometmoln anses bestå av objekt som kastades ut från det inre solsystemet av gravitationell påverkan från de yttre planeterna. Objekten i molnet rör sig mycket långsamt och kan störas (perturberas) av sällsynta händelser som kollisioner mellan objekten, gravitationell påverkan från passerande stjärnor eller från hela galaxen, så kallade galaktiska tidvatteneffekter. Sådana händelser kan orsaka att ett större antal kometer samtidigt börjar röra sig in mot de centrala delarna av solsystemet.

### Gränser
Mycket av solsystemet är fortfarande inte kartlagt och vad som finns i vissa regioner är i stort sett okänt. Solens gravitationella fält har uppskattats dominera omgivningen ut till omkring 2 ljusår (125 000 AU). Lägre uppskattningar för radien av Oorts kometmoln pekar på att denna inte ligger längre ut än 50 000 AU. Trots upptäckter som Sedna är regionen mellan Kuiperbältet och Oorts kometmoln, ett område på flera tiotusental AU i radie, i praktiken nästan helt okänt. Det pågår också studier av regionen mellan Merkurius och solen som även den misstänks kunna innehålla okända kroppar, där kan det dock bara vara fråga om mindre objekt.

## Solsystemet i galaxen

Solsystemets position i galaxen.

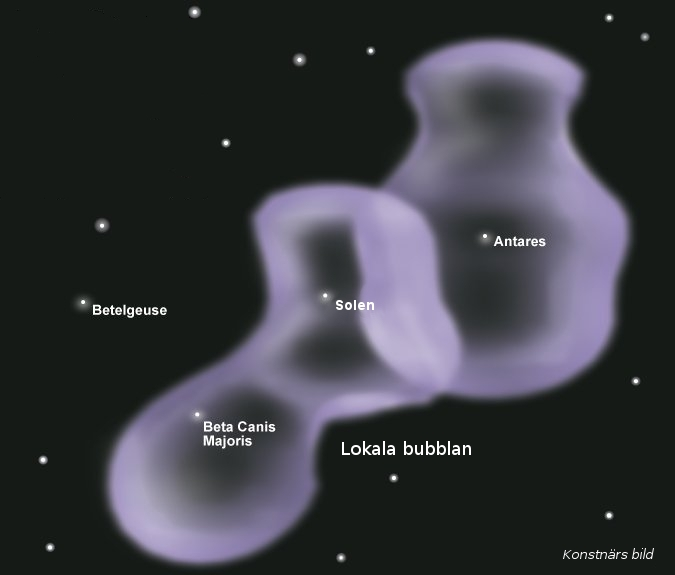
Illustration av den Lokala bubblan.

Solsystemet befinner sig i galaxen Vintergatan, en stavspiralgalax som med en diameter på ungefär 100 000 ljusår innehåller cirka 200 miljarder stjärnor. Vår sol befinner sig i en av vintergatans yttre spiralarmar som kallas för Orionarmen eller lokala armen. Vi befinner oss mellan 25 000 och 28 000 ljusår från galaxens centrum och rör oss med en hastighet av ungefär 220 kilometer per sekund, vilket innebär att det tar 225-250 miljoner år för ett varv runt galaxen. Denna rotationstid kallas för solsystemets galaktiska år. Solapex, riktningen av solens rörelse genom den interstellära rymden, är ungefär mot stjärnbilden Herkules och stjärnan Vegas nuvarande position.
Solsystemets position i galaxen har mycket sannolikt haft en avgörande påverkan på livets utveckling på jorden. Omloppsbanan är nästan cirkulär och har ungefär samma hastighet som spiralarmarna vilket innebär att vi passerar dem endast mycket sällan. Eftersom tätheten av potentiellt farliga supernovor är betydligt större i spiralarmarna har detta givit jorden långa perioder av interstellär stabilitet för livet att utvecklas. Solsystemet befinner sig också på säkert avstånd från de kaotiska regionerna i galaxens mitt där närliggande stjärnor ständigt skulle skicka in kometer från Oorts moln mot de inre delarna av solsystemet, och i värsta fall kanske rycka planeterna från dess banor. Den intensiva strålningen i denna region skulle också kunna inverka negativt på utvecklingen av komplext liv. Till och med i solsystemets nuvarande position har man spekulerat att nyliga supernovor kan ha påverkat livet negativt under de senaste 35 000 åren genom att slunga utkastade delar av stjärnor mot solen i form av radioaktivt stoft och större, kometliknande, kroppar.

### Den närmaste omgivningen
Solsystemets närmaste galaktiska omgivning kallas för det Lokala interstellära molnet, ett område med förhållandevis hög täthet av gaspartiklar i den annars ganska tomma regionen som benämns som Lokala bubblan. Den lokala bubblan är ett timglasformat tomrum i det interstellära mediet med en diameter på ungefär 300 ljusår. Bubblan innehåller högtemperaturplasma som antyder att den kan vara resultatet av flera sentida supernovor.
Det finns relativt få stjärnor inom 10 ljusår (95 biljoner km) från solen. Den närmaste är trippelstjärnan Alfa Centauri som befinner sig ungefär 4,4 ljusår bort. Alfa Centauri A och B är ett tätt bundet par av sol-liknande stjärnor, medan en liten röd dvärg, Alfa Centauri C, (även känd som Proxima Centauri) rör sig i bana runt de övriga två på ett avstånd av omkring 0,2 ljusår. De därefter närmaste stjärnorna är de röda dvärgarna Barnards stjärna (5,9 ljusår), Wolf 359 (7,8 ljusår) och Lalande 21185 (8,3 ljusår). Den största stjärnan inom 10 ljusår är Sirius (8,6 ljusår), en ljus huvudseriestjärna som har ungefär dubbelt så stor massa som solen. I en bana runt Sirius finns en vit dvärg kallad Sirius B. De återstående stjärnorna inom 10 ljusår är dubbelstjärnan Luyten 726-8 (8,7 ljusår) och den ensamma röda dvärgstjärnan Ross 154 (9,7 ljusår).
Den närmaste ensamma sol-liknande stjärnan är Tau Ceti, vilken ligger ungefär 11,9 ljusår bort. Den har ungefär 80 procent av solens massa men lyser med endast 60 procent av luminositeten. Den närmaste kända exoplaneten befinner sig runt stjärnan Epsilon Eridani, en stjärna något ljussvagare och rödare än solen, vilken befinner sig omkring 10,5 ljusår bort. Dess enda bekräftade planet, Epsilon Eridani b, har ungefär 1,5 gånger större massa än Jupiter och rör sig ett varv runt sin moderstjärna per 6,9 år.

## Uppkomst och utveckling
| Isotop       | Antal per miljon atomkärnor |
| ------------ | --------------------------- |
| Väte-1       | 705 700                     |
| Helium-4     | 275 200                     |
| Syre-16      | 5 920                       |
| Kol-12       | 3 032                       |
| Neon-20      | 1 548                       |
| Järn-56      | 1 169                       |
| Kväve-14     | 1 105                       |
| Kisel-28     | 653                         |
| Magnesium-24 | 513                         |
| Svavel-32    | 396                         |
| Neon-22      | 208                         |
| Magnesium-26 | 79                          |
| Argon-36     | 77                          |
| Järn-54      | 72                          |
| Magnesium-25 | 69                          |
| Kalcium-40   | 60                          |
| Aluminium-27 | 58                          |
| Nickel-58    | 49                          |
| Kol-13       | 37                          |
| Helium-3     | 35                          |
| Kisel-29     | 34                          |
| Natrium-23   | 33                          |
| Järn-57      | 28                          |
| Väte-2       | 23                          |
| Kisel-30     | 23                          |

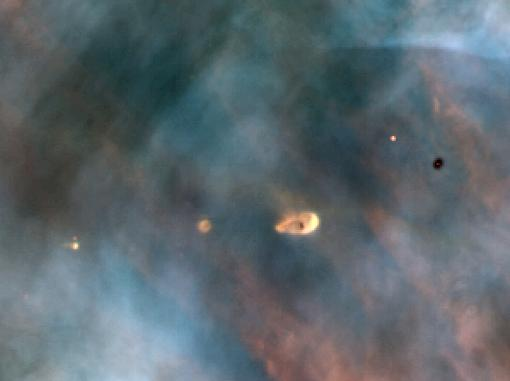
Bild tagen av Hubbleteleskopet på protoplanetära skivor i Orionnebulosan, ett område som fungerar som "barnkammare" för stjärnor och sannolikt påminner om den urnebulosa som vårt solsystem bildades ur. Synfältet i bilden är endast omkring 0,14 ljusår stort.

Solsystemet bildades från den gravitationella kollapsen av ett jättelikt molekylmoln för ungefär 4,6 miljarder år sedan. Detta ursprungliga moln var sannolikt flera ljusår stort och gav troligen upphov till flera stjärnor.
Den del av detta moln som skulle bli solsystemet började kollapsa och bevarande av rörelsemängdsmoment åstadkom en allt snabbare rotation. Molnets centrum, där den största delen av massan samlats blev avsevärt hetare än den omkringliggande skivan. Efterhand som den sammandragande nebulosan roterade började den plattas ut till en protoplanetär skiva med en diameter på omkring 200 AU och en het och tät protostjärna vid dess centrum. Vid denna tidpunkt i solens utveckling anses den ha varit en T Tauri-stjärna. Studier av sådana stjärnor visar att de ofta omges av skivor av protoplanetär materia med massor av ungefär 0,001-0,1 solmassor, med huvuddelen av nebolusans massa samlad i själva stjärnan. Planeterna bildades genom ackretion från denna skiva.
Inom 50 miljoner år blev trycket och tätheten av väte i protostjärnans kärna tillräckligt stort för att kärnfusion skulle påbörjas. Temperaturen, reaktionshastigheten, trycket och densiteten ökade fram till att ett tillstånd av hydrostatisk jämvikt nåddes, där det termiska trycket utåt motsvarar den gravitationella kraften som försöker dra samman stjärnan ytterligare. Vid denna tidpunkt blev solen en huvudseriestjärna.
Solsystemet kommer att bestå som det är i dag fram till att solen börjar sin utveckling från huvudserien i Hertzsprung–Russell-diagrammet. När solen förbrukar allt mer sitt förråd av väte minskar energiproduktionen som understödjer kärnan från kollaps, vilket får den att minska i storlek. Det ökade trycket värmer upp kärnan och förbränningen av väte påskyndas därmed. På grund av detta blir solen långsamt ljusare med en hastighet av ungefär 10 % per 1,1 miljarder år.
Omkring 5,4 miljarder år i framtiden kommer vätet i solens kärna nästan fullständigt ha omvandlats till helium vilket avslutar huvudseriefasen i solens utveckling. Vid denna tidpunkt kommer solens yttre lager expandera till omkring 260 gånger dess nuvarande diameter och solen blir därmed en röd jätte. På grund av den avsevärt större arean blir ytan på solen betydligt svalare än den är nu som huvudseriestjärna (omkring 2 600 K som lägst).
Efterhand kommer de yttre lagren av solen stötas bort, det som återstår av solen är en vit dvärg, ett objekt med extrem densitet där hälften av solens massa finns kvar men objektet är bara lika stort som jorden De utkastade yttre delarna av solen bildar en så kallad planetär nebulosa, vilket återför en del av materian som bildade solen till det interstellära mediet.

## Solen och planeternas egenskaper i förhållande till jorden
| Planet    | Ekvatorns diameter | Massa   | Banans radie | Omloppstid | Banans lutningsvinkel | Banans excentricitet | Dygnslängd | Månar |
| --------- | ------------------ | ------- | ------------ | ---------- | --------------------- | -------------------- | ---------- | ----- |
| Solen     | 109                | 333 000 | -            | -          | -                     | -                    | -          | -     |
| Merkurius | 0,382              | 0,06    | 0,387        | 0,241      | 7,00°                 | 0,206                | 58,6       | 0     |
| Venus     | 0,949              | 0,82    | 0,72         | 0,615      | 3,39°                 | 0,0068               | 243        | 0     |
| Jorden*   | 1,00               | 1,00    | 1,00         | 1,00       | 0,00°                 | 0,0167               | 1,00       | 1     |
| Mars      | 0,53               | 0,11    | 1,52         | 1,88       | 1,85°                 | 0,0934               | 1,03       | 2     |
| Jupiter   | 11,2               | 318     | 5,20         | 11,86      | 1,31°                 | 0,0484               | 0,414      | 80    |
| Saturnus  | 9,41               | 95      | 9,54         | 29,46      | 2,48°                 | 0,0542               | 0,426      | 83    |
| Uranus    | 3,98               | 14,6    | 19,22        | 84,01      | 0,77°                 | 0,0472               | −0,718     | 27    |
| Neptunus  | 3,81               | 17,2    | 30,06        | 164,8      | 1,77°                 | 0,0086               | 0,671      | 14    |

* Se Jorden för absoluta värden.
| Dvärgplanet | Ekvatorns diameter (km) | Massa (kg) | Banans radie (AU) | Omloppstid (år) | Banans lutningsvinkel | Banans excentricitet | Dygnslängd (timmar) | Månar |
| ----------- | ----------------------- | ---------- | ----------------- | --------------- | --------------------- | -------------------- | ------------------- | ----- |
| Ceres       | 952                     | 9,5×1020   | 2,7668            | 4,60            | 10,59°                | 0,0795               | 9,075               | 0     |
| Pluto       | 2 300                   | 1,80×1022  | 39,45             | 247,7           | 17,09°                | 0,250                | 153,3               | 5     |
| Haumea      | 1 265                   | 4,2×1021   | 43,13             | 283,3           | 28,22°                | 0,1950               | 3,915               | 2     |
| Makemake    | 1 500                   | 4×1021     | 45,43             | 306,2           | 30,00°                | 0,1612               | ?                   | 1     |
| Eris        | 2 667                   | 1,6×1022   | 67,90             | 559,6           | 44,02°                | 0,4362               | 8?                  | 1     |